# Harpagifer nybelini
Harpagifer nybelini is een straalvinnige vissensoort uit de familie van ijskabeljauwen (Harpagiferidae). De wetenschappelijke naam van de soort is voor het eerst geldig gepubliceerd in 2002 door Prirodina.